# Lucius Volcacius Tullus
Lucius Volcacius Tullus (* vor 108 v. Chr.; † nach 49 v. Chr.) war ein römischer Politiker im 1. Jahrhundert v. Chr.

## Leben
Volcacius war im Jahr 66 v. Chr. zusammen mit Manius Aemilius Lepidus Konsul. Er verhinderte in diesem Amt die Bewerbung Lucius Sergius Catilinas um das Konsulat für 65 v. Chr. und unterdrückte dessen erste Verschwörung.
Im Jahr 56 v. Chr. stellte er im Senat den Antrag, Gnaeus Pompeius Magnus damit zu beauftragen, dem ägyptischen König Ptolemaios XII. wieder auf den Thron zu verhelfen.
Im Bürgerkrieg zwischen Gaius Iulius Caesar und Pompeius versuchte Volcacius erfolglos, zwischen beiden Kontrahenten zu vermitteln.

## Sonstiges
Der Schriftsteller Hans Dieter Stöver machte Lucius Volcacius Tullus zum Protagonisten in einigen seiner Romane.